# (15011) 1998 QM92
A (15011) 1998 QM92 a Naprendszer kisbolygóövében található aszteroida. A LINEAR projekt keretében fedezték fel 1998. augusztus 28-án.